# Province cartusienne d'Allemagne inférieure
latin : Provincia Alemaniae Inferioris
Pour l’ordre des Chartreux, la définition des provinces correspond à un groupe de maisons et non à un espace géographique. 
Les premières chartreuses allemandes fondées à partir de 1320 relèvent de la province de Lombardie. En 1335 le chapitre général fonde une province d’Allemagne qui regroupe à ce moment-là les chartreuses de Seitz, Gairach, Bistra, Letanovce, Liegnitz, Mauerbach, Gaming, Tarkan, Mayence, Schnals, Grünau, Coblence, Cologne et Strasbourg. Mais cette partition se trouve déjà dépassée en 1355 et le chapitre général la partage de nouveau en deux provinces, l’Allemagne supérieure (Haute-Allemagne) et l’Allemagne inférieure (Basse-Allemagne). Cette dernière comprend alors les communautés de Mayence, Grünau, Wurtzbourg, Tückelhausen, Cologne, Monichusen, Trèves, Strasbourg, Fribourg en Brisgau et enfin Gertruidenberg. Elle demeure inchangée jusqu’en 1400. 
À l'époque du Grand schisme d'Occident, Jean Castoris, archevêque de Prague, impose aux chartreuses d’Allemagne supérieure et inférieure de rejoindre l’obédience d’Urbain VI qui déménage le siège du chapitre général de l'ordre chartreux à Žiče, qui le reste pendant près de deux décennies (1391-1410). 
En 1400, la province d’Allemagne inférieure est de nouveau modifiée, amputée de toute sa partie ouest qui devient la province du Rhin. Puis en 1412, c’est la partie saxonne qui se sépare de la province d’Allemagne inférieure pour constituer une unité autonome : la province de Saxe.
Les chartreuses de Grünau, Tückelhausen, Wurtzbourg, Nuremberg, Astheim et Ilmbach, peuvent être caractérisées géographiquement sous la dénomination de « chartreuses de Franconie médiévale ».

## Liste des chartreuses
Par date de fondation :
- Schnals 1325-1782
- Grünau 1328-1803
- Wurtzbourg 1348-1803
- Tückelhausen 1351-1803
- Erfurt 1372-1803
- Eisenach 1379-1525
- Nuremberg 1380-1525
- Nördlingen 1384-1648
- Buxheim 1402-1803
- Astheim 1409-1803
- Legnica 1416-1548
- Güterstein 1439-1535
- Eppenberg 1442-1586
- Ilmbach 1454-1803
- Ittingen 1461-1848
- Conradsbourg 1477-1525
- Crimmitschau 1477-1527
- Ratisbonne (Prüll) 1483-1803
- Marienau 1964

## Visiteurs de la province d’Allemagne inférieure
La province est incarnée par l’action du visiteur qui assure, la liaison entre les chartreuses mais aussi avec le chapitre géneral.
- 1366-1379 : Conradus, prieur de Grünau de 1378 à 1380.
- 1380-1381 : Syfridus (†1387), prieur de Tückelhausen en 1368, prieur de Grünau de 1380 à 1386.
  - Henri Eger de Calcar est convisiteur de 1375 à 1381.
- 1375-1395 : Henri Eger de Calcar[2].
- 1382-1390, 1400 : Johannes Burchard (†1401), prieur de Wurtzbourg de 1383 à 1401, covisiteur de 1395 à 1399.
- 1401-1404 :Johannes : prieur de Grünau de 1397 à 1405.
- 1410-1417 : Heinrich von Gerlizhofen (†1429), prieur de Nuremberg de 1395 à 1402, puis de nouveau de 1405 à 1429.
- 1444-1445 : Oswaldus (†1446), profès de Nördlingen, prieur de Wurtzbourg  de 1423 à 1439, prieur de Nördlingen de 1439 à 1442, prieur de Grünau de 1444 à 1446, covisiteur de 1437 à 38 et en 1443.
- 1446-1455 : Johannes de Münster (†1464), profès de Buxheim, prieur de Nuremberg de 1433 à 1464.
- 1457-1461 : Erhardus Schweizer (†1462), profès puis prieur de Tückelhausen de 1454 à 1461, définiteur en 1457.
- 1465-1467 : Hermann de Rudisheim, prieur de Grünau de 1457 à 1463, de Wurtzbourg de 1463 à 1467, covisiteur en 1464 .
- 1469-1471 :Hermann Reinbott (†1477), profès d’Erfurt ou de Nuremberg, prieur de Grünau de 1451 à 1456, puis à Nuremberg de 1465 à 1477.
- 1482-1485 : Albrecht Hummel von Donzdorf (†1501), moine de Güterstein en 1466. En 1469 il devient prieur de Nördlingen, 1476 prieur de Güterstein et enfin de 1495 à 1497 prieur de Tückelhausen. prieur de la chartreuse de Gürterstein de 1470 à 1496
- 1502 : Peter Eisenhut (†1503), profès et prieur d’Astheim en 1382, prieur de Wurtzbourg de 1498 à 1503.
- Ambroise Alenstenius (†1506),  profès et prieur de Nördlingen
- 1507-1513 et 1515-1522 : Martin von Giessen ou Sogodonus von Hessen (†1529): profès puis prieur d’Eppenberg en 1497/98 à 1506, de Nuremberg 1506 à 1523, de Prüll de 1524 à 1528.
- 1523 : Benedict Eichel (†1524), profès puis prieur d’Astheim de 1499 à 1508, puis prieur de Buxheim de 1508 à 1510, assure de nouveau le priorat à Astheim de 1511 à 1517, puis celui de Wurtzbourg de 1517 à 1521 et enfin à Güterstein de 1521 à 1524. Il est covisiteur de 1519 à 1522.
- 1523 :  Anton Bibra, profès puis prieur d’Astheim de 1456 à 1463, covisiteur de 1519 à 1522.
- 1536 : Petrus Golitz.
- 1754 : Hugues Neth, prieur de Grünau, définiteur du Chapitre général.